# Protocharon stocki
Protocharon stocki is een pissebed uit de familie Janiridae. De wetenschappelijke naam van de soort is voor het eerst geldig gepubliceerd in 1990 door Wagner.